# Emma Drobná
Emma Drobná (Nové Mesto nad Váhom, 24 marzo 1994) è una cantante slovacca, famosa per aver vinto la quarta edizione di Česko Slovenská SuperStar nel 2015.

## Biografia
Emma Drobná è nata e cresciuta a Nové Mesto nad Váhom, nella Slovacchia occidentale. All'età di 17 anni si è trasferita in Danimarca, dove ha frequentato una scuola di design per un anno, per poi trasferirsi a Londra per due anni, lavorando in un bar.
Emma deve la sua notorietà a Česko Slovenská SuperStar, versione ceca e slovacca del talent show Pop Idol. Ha partecipato alle audizioni per la quarta stagione del programma. Dopo aver superato tutte le puntate, è risultata la preferita del pubblico nella semifinale, fino a essere proclamata vincitrice nella finale del 6 dicembre 2015, ottenendo il 57,79% dei voti contro il ceco Štěpán Urban, che diventerà in seguito il suo compagno. L'album di debutto eponimo di Emma, contenente le sue performance a Česko Slovenská SuperStar, è uscito pochi giorni dopo la sua vittoria e ha raggiunto il quarto posto in classifica in Repubblica Ceca e il trentaduesimo in Slovacchia (considerando che la classifica slovacca degli album più venduti è stata lanciata a fine 2016).
Il primo singolo di Emma, Smile, è uscito a settembre 2016 e ha raggiunto il secondo posto in classifica in Slovacchia. Un secondo singolo, intitolato Words, è uscito a giugno 2017, riscontrando un enorme successo e arrivando in cima alle classifiche di Slovacchia e Repubblica Ceca. I due singoli sono inclusi nell'album You Should Know, uscito a novembre 2017, che ha debuttato al primo posto nella classifica slovacca e al ventunesimo in quella ceca.

## Discografia

### Album
- 2015 – Emma Drobná
- 2017 – You Should Know
- 2020 – Better like This

### Singoli
- 2016 – Smile
- 2017 – Words
- 2017 – Remember
- 2018 – Try
- 2018 – Taste the Feeling
- 2019 – Here Eternally (con Štěpán Urban)
- 2019 – Demons
- 2020 – Yeah Baby! (Fuck with Me)
- 2021 – Between Us
- 2021 – Feeling (feat. Dorian)